# Edward Henry Corbould
Edward Henry Corbould (5. december 1815 i London—18. januar 1905 sammesteds) var en engelsk maler. Han var søn af Henry Corbould. 

## Biografi
Corbould var en anset akvarelmaler (i længere tid lærer i tegning og maling for dronning Victorias børn); hans akvareller, i stor målestok, viser megen teknisk færdighed, emnerne er gerne historiske, behandlede med evne for det effektfulde, men ret konventionelle. De bekendteste: Pesten i London, Kristus og horkvinden, Canterbury-pilgrimmene (stukket af Charles Edward Wagstaff), Salome danser for Herodes, Billedstormen i Basel, Arthurs død og billedsuiten Undine m. v. Også mange portrætter findes af hans hånd, af den kongelige familie (således Corboulds elev, den tyske kejserinde) etc. En stor del af hans arbejder kom i kongelig og fyrstelig besiddelse.